# Récsei Tibor
Récsei Tibor (Vác, 1914. december 22. – Kolozsvár, 1967. március 2.) biológus.

## Életútja
Középiskoláit a kolozsvári Római Katolikus Főgimnáziumban végezte (1936). Az I. Ferdinánd Egyetemen két évet végzett a Természettudományi Karon, majd katonai szolgálat után a Ferenc József Tudományegyetemen folytatta és fejezte be tanulmányait (1942). Szakdolgozatát A gerinces állatok lélegzőszerveinek összehasonlító leírása és rendszertani értéke címmel készítette. 1945-ben doktorált a kolozsvári magyar egyetemen, A Corydalis fajok elterjedése és alakköre a Kárpát-medencében című dolgozatával.

## Munkássága
Már 1942-től a Vetőmagvizsgáló és Kutató Intézet munkatársa volt, s kutatásokat végzett Soó Rezső irányításával a Botanikus Kert keretében is. 1945-48 között Hankó Béla mellett tanársegéd a Bolyai Tudományegyetemen, ekkor azonban súlyos szívbetegség miatt lemond állásáról és Nagykárolyba költözött. Itt előbb a Piarista Gimnáziumban tanított (az iskola államosítása után rövid ideig igazgató), majd az állattenyésztési középiskola tanára, 1955-től a Mezőgazdasági Gépészeti Szakiskola tanára és aligazgatója, haláláig.